# Gibbiomela
Gibbiomela is een geslacht van kevers uit de familie bladkevers (Chrysomelidae).
De wetenschappelijke naam van het geslacht werd in 2003 gepubliceerd door Daccordi.

## Soorten
- Gibbiomela paradoxa Daccordi, 2003